# Tom Dragt
Tom Dragt ist ein US-amerikanischer Schauspieler, der überwiegend in Western schauspielerisch in Erscheinung tritt.

## Leben
Dragt ist seit dem 30. Oktober 1989 mit Carrie Dragt verheiratet. Die beiden sind Eltern zweier Kinder. Gemeinsam mit seiner Frau betreibt er das Moseying in Old Colorado Vintage, ein Gebäudekomplex mit Geschäften, darunter das Hogan’s Store, der sich auf Herrenbekleidung spezialisiert hat, gant im Stil des wilden Westens. Dadurch kam es dazu, dass er 2019 für den Film The Great Alaskan Race – Helden auf vier Pfoten, der in der Nähe gedreht wurde, Requisiten und Kostüme beisteuerte. Er feierte im selben Jahr in diesem Film sein Filmschauspieldebüt in der Nebenrolle eines Minenarbeiters. In der Folgezeit wirkte er immer wieder in verschiedenen Kurz- und Spielfilmproduktionen mit.
2021 spielte er in den Kurzfilm The Bank Robbery und Professional mit und hatte im selben Jahr Rollen in den Spielfilmen The Pleasant Valley War und Heart of the Gun. 2022 stellte er im Western Hostile Territory – Durch feindliches Gebiet die Rolle des Sammy O’Hagen dar. Neben weiteren Mitwirkungen in verschiedenen Spielfilmen war er in einer Episode der Fernsehserie 1923 zu sehen. 2023 spielte er im Film The Five als Murphy in eine der Hauptrollen mit. Der Film erschien unter anderen im Videoverleih. Daneben hatte er Episodenrollen in den Fernsehserien UFO Cowboys und Lawmen: Bass Reeves inne. 2025 war er in Killin’ Jim Kelly in der Rolle eines Marshals zu sehen.

## Filmografie (Auswahl)
- 2019: The Great Alaskan Race – Helden auf vier Pfoten (The Great Alaskan Race)
- 2021: The Bank Robbery (Kurzfilm)
- 2021: The Pleasant Valley War
- 2021: Professional (Kurzfilm)
- 2021: Heart of the Gun
- 2022: Hostile Territory – Durch feindliches Gebiet (Hostile Territory)
- 2022: Terror on the Prairie
- 2022: Treasure Valley
- 2022: Double Crossed in Durango (Kurzfilm)
- 2022: 1923 (Fernsehserie, Episode 1x01)
- 2023: The Five
- 2023: Gaining steam at 18, Durango Independent Film Festival pre roll (Kurzfilm)
- 2023: Dirty Rotten Tofu and the Gohan Girls (Kurzfilm)
- 2023: UFO Cowboys (Fernsehserie, Episode 1x08)
- 2023: Lawmen: Bass Reeves (Miniserie, Episode 1x06)
- 2025: Killin’ Jim Kelly